# Alfonso Uribe Jaramillo
Alfonso Uribe Jaramillo (Nariño (Antioquia), 6 de febrero de 1914-La Ceja, 15 de julio de 1993) fue un religioso colombiano, Obispo Auxiliar de Cartagena y Obispo de la Diócesis de Sonsón-Rionegro. Reconocido como un máximo exponente de la Renovación Carismática Católica.

## Biografía

### Primeros años y formación
Nace en la finca la Balza del municipio de Nariño en el departamento de Antioquia, el 6 de febrero de 1914; en el hogar formado por Pascual Uribe y Eugenia Jaramillo, mayor de 8 hijos. Vive su infancia en La Ceja, donde estudia en la Institución Educativa Gregorio Gutiérrez González. Según su hermana,
«(...) quiso entrar desde los 14 años al seminario de Medellín y le tocó esperar, quiso entrar al Yarumal que acababa de fundar monseñor Builes y tampoco podía por lo joven; entonces le tocó esperar». En 1928 ingresa al Seminario Mayor de Medellín.
Siendo Estudiante de Filosofía desempeñó el cargo de enfermero, nombrado luego Prefecto de Niños. 
Se trasladó a Canadá para especializarse en Teología.

### Sacerdocio
Siendo subdiácono es nombrado Prefecto General. 1 de noviembre de 1937 en la Catedral Metropolitana de Medellín (Antioquia), por Tiberio de J. Salazar y Herrera es nombrado sacerdote.
Fue nombrado rector del Seminario en reemplazo del Obispo de Pasto donde fundaría una Sección del Seminario para vocaciones Tardías. En 1946 es nombrado Canónigo del Capítulo Metropolitano. En 1953 deja la Rectoría del Seminario y el Capítulo Metropolitano para viajar a Roma para hacer una experiencia en La Fraternidad Sacerdotal de Roma.
A su regreso de Roma en 1954 se posesiona Párroco de Sonsón en reemplazo de Mons. Samuel Álvarez. Donde adelanta valiosas Campañas con los Pobres. Fundó el Hato del Niño Pobre y el Barrio Pio XII para familias de escasos Recursos. En 1954 a petición suya obtuvo de la Santa Sede la Coronación Pontificia de Nuestra Señora de Valvanera en Sonsón.
En 1957 ya creada la Diócesis de Sonsón-Rionegro es nombrado vicario general de la misma.
Así, mediante decreto 103 del 8 de febrero de 1959, se erigió canónicamente este seminario que llevó el nombre de Cristo Sacerdote, según lo quiso su fundador, en alabanza del sacerdocio de Cristo; fue inaugurado el mismo día con siete alumnos y, poco a poco, fueron llegando los demás alumnos hasta completar 14 seminaristas. En 1959 inaugura el Seminario Cristo Sacerdote para las Vocaciones adultas en La Ceja.
El fuerte estudio, la intensa vida espiritual y el incipiente apostolado había que combinarlos con el trabajo material: cultivo del huerto, cuidado de los jardines y prados, hasta la leña para el fogón porque el fluido eléctrico daba solamente para el alumbrado y el gas todavía no se conocía. Después sus primeros alumnos pensaron en las primeras construcciones y, porque el seminario era muy pobre, ellos mismos junto con los sacerdotes y las religiosas debieron colaborar en la preparación y transporte de los materiales, contribuyendo en gran medida al surgimiento de un gran cariño por esta obra.
El año siguiente, 1960, comenzó con 47 alumnos y la capilla ya estaba casi terminada. El seminario creció cada día más en su planta física, en número de alumnos y en esperanzas; en el principio fue necesario buscar prestadas casas religiosas vecinas para hospedar nuevos seminaristas, pues Mons. Alfonso en su generosidad nunca miró los cupos disponibles para saber cuántos seminaristas podía recibir.

## Episcopado

### Obispo Auxiliar de Cartagena
Después de la muerte de Juan XXIII, Monseñor José Paupini lo consagró Obispo el 4 de agosto de 1963 y es nombrado Obispo Auxiliar de Cartagena.
El 15 de agosto de 1963 ordena en Rionegro a los primeros sacerdotes, diáconos y subdiáconos del seminario Cristo Sacerdote.
En 1964 por petición del papa Pablo VI asiste al Concilio Vaticano II en la segunda y tercer sesión como Padre Conciliar. Terminado la sesión tres del Concilio en noviembre de 1964 vuelve a Colombia. En 1966 retoma la rectoría del Seminario Cristo Sacerdote. 

### Obispo de Sonsón-Rionegro
El 6 de abril de 1968, Pablo VI lo nombra Obispo de la Diócesis de Sonsón-Rionegro. Toma posesión el 21 de junio del mismo año.

«Ahí es donde se vio verdaderamente un Pastor, un pastor que buscaba el bien de sus ovejas.»
Hermana San Enrique, hermana de Mons. Alfonso

A su llegada a la diócesis, se observaban cambios muy representativos en el oriente antioqueño, por las obras que se estaban realizando, como el aeropuerto de Rionegro, la Autopista Medellín - Bogotá y las grandes centrales hidroeléctricas. No queriendo ser inferior al reto que se le presentaba y con el fin de atender mejor el flujo humano que llegaba, la mayoría en el cercano oriente, al igual que varias capillas y centros del culto. Ordenó a monseñor Oscar Ángel Bernal, obispo auxiliar de Sonsón - Rionegro en 1986 y a monseñor Jairo Jaramillo, obispo de Riohacha en 1988. En el periodo 1968-1992 crea en la Diócesis 17 parroquias. Inaugura la Fundación de Las Siervas de la Iglesia para la atención del Clero en las parroquias. Asiste al Sínodo de Obispos sobre el Sacerdocio Ministerial. Obtiene de la Santa Sede para la Coronación pontificia para Nuestra Señora del Carmen para La Ceja en 1971
Monseñor Alfonso tomó un gran amor por Nuestra Señora del Carmen, y en esta, a la Basílica Menor de Nuestra Señora del Carmen (La Ceja) e igualmente a La Ceja. Tomó en 1976 en La Ceja la Tradición Anual de la Asamblea de sanación de enfermos que aún se tiene la costumbre de realizarse en el parque principal de La Ceja, 

"Haber conocido y aceptado la renovación carismática ha sido una de las mayores gracias de mi vida. Durante estos 20 años
ha sido el centro de mi estudio y de mi actividad pastoral. Puedo decir que con ella empezó la etapa más importante en mi vida espiritual, personal y de mi apostolado”

En 1972 es nombrado vicepresidente de La Conferencia Episcopal de Colombia para el Periodo 1972-1975. Ordenó a monseñor Ignacio Gómez Aristizábal, obispo de Ocaña en 1972.
Pero no pararon aquí los sueños de Monseñor Uribe. También pensó en los campesinos y, para lograrlo, entró en conversación con Monseñor Antonio Baiter, superior general de los Javerianos en Yarumal, que habían cerrado el Seminario en esa ciudad. Hecha la negociación y con la rapidez que lo caracterizaba, trasladó el Seminario Campesino de Sonsón a Yarumal -por venta del edificio de Sonsón a la Nación para un colegio agrícola. En 1974 abrió el Seminario Campesino de Yarumal. En 1975 deja la rectoría del Seminario Cristo Sacerdote. En 1979 asiste a la III Conferencia del Episcopado Latinoamericano de Puebla. Homilía que dedicó en 1979 a la Virgen del Carmen en la Basílica Menor de Nuestra Señora del Carmen (La Ceja) en una de sus Fiestas.
Monseñor hizo posible la reapertura del Seminario Diocesano en Marinilla, cuando allí, el párroco de ese entonces, Adolfo Duque Arbeláez, cedió a la Diócesis el Hogar Juvenil Campesino junto con los terrenos aledaños para dicho Seminario, cuyo decreto de fundación se dio el 15 de agosto de 1980. En 1980 abre el Seminario Nuestra Señora de Marinilla.
En el año de 1980 y estando en reunión de Provincia Eclesiástica, propuso a los obispos de Antioquia hacer un reconocimiento al floreciente surgir vocacional abriendo un seminario misionero en la región. La propuesta fue bien recibida por los señores obispos y fue
así como el 15 de agosto de ese año, el cardenal Alonso López Trujillo y los obispos de la provincia:monseñores Alfonso Uribe Jaramillo, Eladio Acosta Arteaga, Augusto Aristizábal y Joaquín García Ordóñez, firmaron el decreto ante la tumba de Monseñor Builes.
De esta manera, el Seminario Misionero del Espíritu Santo inició labores el primero de febrero de 1981.
Escribió algunos libros, muchísimos folletos, centenares de casetes.
Dictó conferencias, fundó grupos de oración, recorrió el país, viajó al extranjero, hablando sobre la fuerza del Espíritu Santo y nos dejó el Retiro Latinoamericano de los Sacerdotes que aún se conserva. En este aspecto no fue siempre bien comprendido pero era tal su tenacidad que nunca se desanimó para él fue siempre algo muy importante.
Para asegurar la continuación de sus obras fundó las asociaciones de San Pablo y Siervos del Espírito Santo, pero en el campo femenino
fundó Misioneras siervas del Divino Espíritu en asocio con la Hermana Blanca IIvia Alvares, religiosa Capuchina, quienes iniciaron la
nueva comunidad en 22 de mayo de 1983.
Tiene como carisma específico promover las obras misionales, animar la renovación carismática, orientar la catequesis y ser
colaboradoras de los párrocos en su acción pastoral.
En la actualidad fuera de las casas que tienen en Colombia poseen seis casas en Ecuador dos en Panamá.
Cuando la Regina Apostolorum, fundada por él, contaba con un buen número de sacerdotes y seminaristas, Monseñor, audaz como
siempre, solicitó a la Conferencia Episcopal la debida autorización para pedir a la Santa Sede la creación de una Prelatura Nulius dentro de la diócesis, con el fin de que sus seminaristas tuvieran un campo propio e independiente de cualquier influencia diocesana.
Dicha petición contenía un profundo estudio de la posible Prelatura, que comprendía los municipios de La Ceja y El Retiro. Una vez presentada a la asamblea de la Conferencia, recibió un profundo y justificado rechazo por parte del presidente de la misma, Monseñor Aníbal Muñoz Duque, quien manifestó que a una diócesis que acababa de recibir la concatedral, no era conveniente agregarle una Prelatura en pleno corazón de la misma y, por fortuna, no se realizó dicho provecto.
Por la década de los 80, las grandes universidades del departamento iniciaron un desplazamiento a la provincia con algunas facultades
que, acorde con la idiosincrasia de nuestros pueblos, podían prestar un gran servicio a la comunidad.
Este hecho movió a Monseñor Uribe a pensar en la posibilidad de una universidad para el Oriente Antioqueño, aduciendo como razones
el crecimiento demográfico de la zona, la industrialización de la región, la dificultad de los bachilleres para continuar sus estudios por razones económicas y, sobre todo, por la misma condición de la iglesia llamada a ser educadora y formadora de laicos católicos comprometidos.
Después de madura reflexión, de consultar a su clero y dadas las gestiones pertinentes ante el Estado, quiso perpetuar los 25 años que cumplía la Diócesis y dejar una obra suya en las bodas de plata, dando el decreto 007 de 1982 por el cual creó la Universidad Católica de Oriente.
En cuanto a la riqueza doctrinal de Monseñor, su pluma fue tan fecunda como su palabra. La temática desarrollada en varios de sus libros demuestran la visión pastoral en las diversas etapas de su vida, desde una pequeña novela costumbrista hasta obras sobre el sacerdocio de Jesucristo y sobre la acción del Espíritu Santo que reflejan los dos pilares de su ejercicio a lo largo de su intenso ministerio.
Fue el pastor preocupado por dar a su pueblo abundancia de doctrina, fue el teólogo que compartía el fruto de su meditación a la luz de
la Palabra Divina, fue el maestro de vida espiritual que ha recorrido un camino, fue el místico que después de contemplar gusta de llevar
a otros lo contemplado. Me haría interminable si pretendiera enumerar los muchísimos escritos que Monseñor no deja.
Recibió durante su vida varias condecoraciones así:
•	La Orden de la Democracia de la Cámara de Representantes
•	El Escudo de Antioquia en categoría de oro
•	La Medalla de la Alcaldía de Medellín
•	La condecoración de la arquidiócesis de Medellín Pro ServitioEclesiae
•	La Medalla de la Sociedad de Mejoras Públicas de Sonsón y,
•	muchas placas, pergaminos y resoluciones.
Tuvo la fortuna de ordenar tres obispos alumnos suyos: a Monseñor Ignacio Gómez Aristizábal, emérito de Santafé de Antioquia; a
Monseñor Jairo Jaramillo Monsalve, Arzobispo de Barranquilla; y a Monseñor Oscar Ángel Berna" quien fue obispo de Girardota.
En el año de 1990, ya muy cercano a su retiro como Obispo de la Diócesis, decidió fundar el Cabildo Colegial y para integrarlo pidió la
renuncia a varios sacerdotes mayores a fin de que disfrutaran de un merecido descanso y se pudieran dedicar más a la oración, viviendo
como canónigos en una casa de la Ceja.
Así las cosas, procedió a dar el decreto 020 de julio de ese mismo año, dando a conocer los nombres de los primeros miembros del
Cabildo.
En 1989 Renuncia al cargo de la Diócesis.

### 1992
Antes del 25 de octubre de 1992 hace 32 años, fecha para la cual se tenía preparada la beatificación de varios mártires, entre los cuales había dos diocesanos, Monseñor Alfonso envió una carta al Pueblo Diocesano recordando la fecha y a estos 2 mártires que serían Beatificados en Roma.
Reconoció la obra del presbítero Mario Toro Rodríguez de escribir La Biografía y la Novena al Bienaventurado Beato Eugenio Ramírez Salazar.
Como era su costumbre cada año se dirigía a la Basílica de Nuestra Señora del Carmen para la fiesta de la virgen.

### 1993
Su Renuncia es aceptada en 1993 por SS Juan Pablo II.
Monseñor Flavio Calle es designado para dirigir la Diócesis quien tomó posesión en Rionegro el 9 de marzo y en Sonsón al día siguiente; éste continuó con la obra de su antecesor. Alfonso se retira a la casa el Rodeo donde vive bajo los cuidados de algunas Hermanas.
El jueves 8 de julio de 1993 elige la Basílica Menor de Nuestra Señora del Carmen para edificar su tumba.

#### Fallecimiento
Falleció en el amanecer del 15 de julio de 1993 en la casa El Rodeo. Sus exequias se realizaron el 16 de julio, el último adiós se lo otorgaron una gran cantidad de sacerdotes de entre los cuales se encontraban varios de los 353 sacerdotes ordenados personalmente por él. La Eucaristía fue presidida por Flavio Calle.